# Sénat Koschnick I
Le sénat Koschnick I (Senat Koschnick I) était le gouvernement du Land de Brême du 28 novembre 1967 au 15 décembre 1971, durant la 7e législature du Bürgerschaft. Dirigé par le président du Sénat social-démocrate Hans Koschnick, précédemment sénateur à l'Intérieur, il était soutenu par une coalition sociale-libérale entre le Parti social-démocrate d'Allemagne (SPD) et le Parti libéral-démocrate (FDP).
Il fut formé à la suite des élections régionales du 1er octobre 1967, au cours desquelles le SPD a perdu sa majorité absolue acquise en 1955, et succédait au sénat Dehnkamp, constitué d'une coalition identique. Celle-ci a pris fin le 1er juin 1971, avec le retrait du FDP du fait d'un désaccord sur l'installation de la nouvelle université de Brême.
Le sénat a été maintenu en tant que gouvernement minoritaire jusqu'aux élections du 10 octobre 1971, remportées par le SPD à la majorité absolue, ce qui a permis à Koschnick de former son second Sénat.

## Composition
| Portefeuille                                                               | Nom                                          | Nom                                       | Parti |
| -------------------------------------------------------------------------- | -------------------------------------------- | ----------------------------------------- | ----- |
| Président du Sénat Maire de Brême                                          |                                              | Hans Koschnick                            | SPD   |
| Sénateur pour l'Intérieur                                                  |                                              | Franz Löbert                              | SPD   |
| Sénateur pour la Justice, la Constitution et les Affaires ecclésiastiques  |                                              | Ulrich Graf (jusqu'au 01.06.1971)         | FDP   |
| Sénateur pour les Finances                                                 |                                              | Rolf Speckmann (jusqu'au 01.06.1971)      | FDP   |
| Sénateur pour les Finances                                                 |                                              | Intérim de Oskar Schulz                   | SPD   |
| Sénateur pour les Travaux publics                                          |                                              | Wilhelm Blase (jusqu'au 31.07.1969)       | SPD   |
| Sénateur pour les Travaux publics                                          | Intérim de Franz Löbert                      |                                           | SPD   |
| Sénateur pour les Travaux publics                                          | Hans Stefan Seifriz (à partir du 03.12.1969) |                                           | SPD   |
| Sénateur pour les Ports, la Navigation et les Transports                   |                                              | Georg Borttscheller (jusqu'au 01.06.1971) | FDP   |
| Sénateur pour l'Économie et le Commerce extérieur                          |                                              | Karl Eggers (jusqu'au 30.09.1970)         | SPD   |
| Sénateur pour l'Économie et le Commerce extérieur                          | Intérim de Hans Koschnick                    |                                           | SPD   |
| Sénateur pour l'Économie et le Commerce extérieur                          | Oskar Schulz (à partir du 21.10.1970)        |                                           | SPD   |
| Sénateur pour le Travail et la Santé                                       |                                              | Karl Weßling (décédé le 18.08.1968)       | SPD   |
| Sénateur pour le Travail et la Santé                                       | Karl-Heinz Jantzen (à partir du 16.10.1968)  |                                           | SPD   |
| Sénateur pour l'Éducation                                                  |                                              | Moritz Thape                              | SPD   |
| Sénatrice pour le Bien-être social et la Jeunesse Vice-présidente du Sénat |                                              | Annemarie Mevissen                        | SPD   |